# Tối ưu hóa kiếm ăn
Tối ưu hóa việc kiếm ăn hay còn gọi là lý thuyết kiếm ăn tối ưu (tiếng Anh: Optimal foraging theory, viết tắt: OFT) là một mô hình sinh thái học hành vi giúp dự đoán cách một con vật ứng xử khi tìm kiếm thức ăn. Mặc dù việc kiếm được thức ăn để cung cấp năng lượng sống và dưỡng chất cho động vật, nhưng việc tìm kiếm và nắm bắt nguồn thức ăn và những phần thức ăn, những bữa ăn cụ thể này đòi hỏi phải dành cả năng lượng, công sức và thời giờ chầu chực. Để tối đa hóa sức sinh tồn của mình, tiết kiệm tối đa năng lượng, động vật được dự đoán sẽ áp dụng chiến lược kiếm ăn mang lại nhiều lợi ích nhất (năng lượng) với công sức hao phí thấp nhất, tối đa hóa năng lượng ròng thu được. Mô hình OFT giúp dự đoán chiến lược tốt nhất mà một con vật có thể sử dụng để đạt được mục tiêu này.
OFT là một ứng dụng sinh thái của mô hình tối ưu. Lý thuyết này giả định rằng mô hình kiếm ăn có lợi nhất về mặt kinh tế sẽ được lựa chọn cho một loài thông qua quá trình chọn lọc tự nhiên một cách khách quan. Khi sử dụng OFT để mô hình hóa hành vi kiếm ăn, các sinh vật được cho là đang tối đa hóa một biến số được gọi là tiền tệ, chẳng hạn như lượng thức ăn nhiều nhất trên một đơn vị thời gian. Ngoài ra, các ràng buộc của môi trường là các biến số khác phải được xem xét. Theo định nghĩa xã hội thì "Ràng buộc" hay điều kiện (constraints) được định nghĩa là các yếu tố có thể hạn chế khả năng tối đa hóa sinh lợi của người kiếm lợi. Quy tắc quyết định tối ưu (optimal decision rule), hay chiến lược kiếm ăn tốt nhất của sinh vật, được định nghĩa là quyết định tối đa hóa tiền tệ dưới những ràng buộc của môi trường. Xác định quy tắc quyết định tối ưu là mục tiêu chính của mô hình OFT. Mô hình này đã góp phần giải thích một số tập tính kiếm ăn của động vật, nhưng đã bị một số phê bình về tính thực chứng khả dĩ của nó.

## Xây dựng mô hình
Một mô hình kiếm ăn tối ưu đưa ra các dự đoán định lượng về cách động vật phát huy tối đa sức lực trong khi kiếm ăn. Quá trình xây dựng mô hình liên quan đến việc xác định đơn vị tiền tệ, các ràng buộc và quy tắc quyết định thích hợp cho người kiếm ăn. Với các giả thuyết về tiền tệ và các ràng buộc, quy tắc quyết định tối ưu là dự đoán của mô hình về chiến lược kiếm ăn tốt nhất của động vật nên là gì. Các ví dụ có thể có về quy tắc quyết định tối ưu có thể là số lượng thức ăn tối ưu mà động vật nên mang về nơi làm tổ hoặc kích thước tối ưu của thức ăn mà động vật nên ăn. Những con ong thợ kiếm mật hoa không chỉ cho bản thân mà cho cả cộng đồng tổ ong của chúng. Lý thuyết kiếm ăn tối ưu dự đoán rằng loài ong này sẽ kiếm ăn theo cách tối đa hóa sản lượng năng lượng thực của tổ ong.
"Tiền tệ" trong bối cảnh này được định nghĩa là đơn vị được tối ưu hóa bởi động vật. Nó cũng là một giả thuyết về chi phí và lợi ích được áp dụng cho động vật đó. Ví dụ, một kẻ kiếm ăn nhất định thu được năng lượng từ thức ăn, nhưng phải chịu chi phí tìm kiếm thức ăn: thời gian và năng lượng dành cho việc tìm kiếm có thể được sử dụng thay thế cho những nỗ lực sinh tồn khác, chẳng hạn như tìm bạn tình hoặc bảo vệ con non. Vì lợi ích tốt nhất của động vật là tối đa hóa lợi ích của nó với chi phí thấp nhất. Do đó, đơn vị tiền tệ trong tình huống này có thể được định nghĩa là mức tăng năng lượng ròng trên một đơn vị thời gian.
Tuy nhiên, đối với một loại thức ăn gia súc khác, thời gian tiêu hóa thức ăn sau khi ăn có thể là một chi phí đáng kể hơn so với thời gian và năng lượng dành cho việc tìm kiếm thức ăn. Trong trường hợp này, đơn vị tiền tệ có thể được định nghĩa là năng lượng tăng ròng trên mỗi thời gian luân chuyển tiêu hóa thay vì tăng năng lượng ròng trên một đơn vị thời gian. Trên thực tế, bằng cách cải thiện khả năng tiêu hóa tổng thể của thức ăn, được thể hiện qua một số nghiên cứu cụ thể về tiêu hóa của gà đẻ thì năng suất của gà mái đẻ có thể được tối ưu hóa hơn. Hơn nữa, lợi ích và chi phí có thể phụ thuộc vào cộng đồng của kẻ kiếm ăn. Ví dụ, một con vật kiếm ăn bằng cỏ sống trong tổ ong rất có thể sẽ kiếm ăn theo cách tối đa hóa hiệu quả cho đàn của nó hơn là cho chính nó. Bằng cách xác định tiền tệ, người ta có thể xây dựng một giả thuyết về lợi ích và chi phí nào là quan trọng đối với người kiếm tiền được đề cập.
Ràng buộc là giả thuyết về những giới hạn được áp đặt lên một loài động vật cụ thể. Những hạn chế này có thể là do đặc điểm của môi trường sống hoặc sinh lý của động vật và có thể hạn chế hiệu quả kiếm ăn của chúng. Thời gian cần thiết để một con chim kiếm ăn từ địa điểm làm tổ đến địa điểm kiếm ăn là một ví dụ về một hạn chế. Số lượng thực phẩm tối đa mà kẻ kiếm ăn có thể than/mang về nơi làm tổ của nó trong một lần là một ví dụ khác về sự ràng buộc. Cũng có thể có những hạn chế về nhận thức đối với động vật, chẳng hạn như giới hạn đối với khả năng học tập và trí nhớ (Trí khôn ở động vật). Càng nhiều ràng buộc mà người ta có thể xác định trong một hệ thống nhất định, thì mô hình càng có nhiều khả năng dự đoán.
Quy tắc quyết định tối ưu (x*) là chiến lược mà tiền tệ, năng lượng thu gom được trên mỗi chi phí là lớn nhất. Các mô hình kiếm ăn tối ưu có thể trông rất khác biệt và càng trở nên rất phức tạp, tùy thuộc vào bản chất của tiền tệ và số lượng các ràng buộc được xem xét. Tuy nhiên, các nguyên tắc chung về tiền tệ, các ràng buộc và quy tắc quyết định tối ưu vẫn giống nhau đối với tất cả các mô hình. Để kiểm tra một mô hình, người ta có thể so sánh chiến lược dự đoán với hành vi kiếm ăn thực tế của con vật. Nếu mô hình phù hợp tốt với dữ liệu quan sát, thì các giả thuyết về tiền tệ và các ràng buộc sẽ được hỗ trợ. Nếu mô hình không phù hợp với dữ liệu, thì có thể đơn vị tiền tệ hoặc một ràng buộc cụ thể đã được xác định không chính xác.

## Hệ thống kiếm ăn
Các hệ thống kiếm ăn khác nhau và các loại động vật ăn thịt trong Lý thuyết kiếm ăn tối ưu được áp dụng rộng rãi cho các hệ thống cho ăn trên toàn thế giới động vật. Theo mô hình kiếm ăn tối ưu-OFT, bất kỳ sinh vật nào được quan tâm đều có thể được coi là động vật ăn thịt/ săn mồi. Có nhiều lớp động vật ăn thịt khác nhau mà sinh vật rơi vào và mỗi lớp có chiến lược kiếm ăn và săn mồi riêng biệt. Sự tối ưu của các chiến lược kiếm ăn và săn mồi khác nhau này có thể được giải thích bằng lý thuyết kiếm ăn tối ưu. Trong mỗi trường hợp, có hao phí, lợi ích và hạn chế cuối cùng xác định quy tắc quyết định tối ưu mà kẻ săn mồi nên tuân theo.
- Những kẻ săn mồi thực sự tấn công và giết chóc một số lượng lớn con mồi trong suốt cuộc đời của chúng. Chúng giết con mồi ngay lập tức hoặc ngay sau khi tấn công. Chúng có thể ăn tất cả hoặc chỉ một phần con mồi. Những kẻ săn mồi thực sự bao gồm hổ, sư tử, cá voi sát thủ, cá mập, chim ăn hạt, kiến.
- Chim ăn thịt (raptor) chỉ ăn một phần con mồi của chúng. Chúng làm hại con mồi, nhưng hiếm khi giết nó.
- Động vật ăn cỏ bao gồm linh dương, gia súc và muỗi.
- Ký sinh, giống như động vật ăn cỏ, chỉ ăn một phần của con mồi (vật chủ), nhưng hiếm khi tiêu thụ toàn bộ sinh vật. Chúng dành toàn bộ hoặc một phần lớn vòng đời của chúng sống trong/trên một vật chủ duy nhất. Mối quan hệ mật thiết này là điển hình của các loài sán dây, sán lá gan và ký sinh trùng thực vật, chẳng hạn như bệnh cháy lá khoai tây.
- Ký sinh trùng chủ yếu là điển hình của ong bắp cày (bộ Hymenoptera), và một số loài ruồi (bộ Diptera). Trứng của chúng được đẻ bên trong ấu trùng của các động vật chân đốt khác, chúng nở ra và tiêu thụ vật chủ từ bên trong, giết chết nó. Mối quan hệ vật chủ-động vật ăn thịt bất thường này là điển hình của khoảng 10% tổng số côn trùng. Nhiều loại vi rút tấn công các sinh vật đơn bào (chẳng hạn như thực khuẩn) cũng là ký sinh trùng, chúng sinh sản bên trong một vật chủ duy nhất chắc chắn sẽ bị giết bởi sinh vật.

## Mô hình ăn uống
Một phiên bản cổ điển của lý thuyết kiếm ăn tối ưu là mô hình chế độ ăn uống tối ưu (optimal diet model), còn được gọi là mô hình lựa chọn con mồi (prey choice model) hoặc mô hình dự phòng (contingency model). Trong mô hình này, kẻ săn mồi bắt gặp các vật phẩm và một thực đơn với nhiều con mồi khác nhau và quyết định xem có nên ăn thứ mà nó có hay tìm kiếm vật phẩm săn mồi có lợi hơn. Tiếp cận ở góc độ kinh tế, mô hình dự đoán rằng những kẻ kiếm ăn nên bỏ qua các mặt hàng con mồi có khả năng sinh lời thấp khi các mặt hàng sinh lời nhiều hơn, sẵn có và phong phú, nghĩa là những kẻ đi săn sẽ lựa bắt những con mồi xứng với công sức bỏ ra mà không phí sức bắt những con mồi mà chẳng đáng bỏ bèn, vì vậy loài hổ sẽ chẳng phí sức đi bắt những con thỏ hay con chuột cho bữa ăn của chúng.
Khả năng sinh lời của một món ăn phụ thuộc vào một số biến số sinh thái. E là lượng năng lượng (calo) mà vật phẩm săn mồi cung cấp cho vật săn mồi khi tiêu thụ. Thời gian xử lý (h) là khoảng thời gian vật săn mồi cần để xử lý thức ăn, bắt đầu từ khi vật săn mồi tìm thấy con mồi cho đến khi con mồi bị ăn hết. Khả năng sinh lời của một mặt hàng con mồi khi đó được định nghĩa là E/h, nghĩa là năng lượng thu lượm được khi xử lý con mồi. Ngoài ra, thời gian tìm kiếm (S) là khoảng thời gian mà kẻ săn mồi cần để tìm thấy con mồi và phụ thuộc vào sự phong phú và sẵn có của thức ăn và sự dễ dàng xác định vị trí của chúng. Trong mô hình này, đơn vị tiền tệ là năng lượng tiêu thụ trên một đơn vị thời gian và các ràng buộc bao gồm các giá trị thực tế của E, h và S, cũng như thực tế là các vật phẩm săn mồi được bắt gặp tuần tự.
Mô hình lựa chọn giữa con mồi lớn và nhỏ: Sử dụng các biến này, mô hình chế độ ăn uống tối ưu có thể dự đoán cách động vật ăn thịt lựa chọn giữa hai loại con mồi: con mồi lớn 1 với giá trị năng lượng E1 và thời gian xử lý h1, và con mồi nhỏ 2 với giá trị năng lượng E2 và thời gian xử lý h2. Để tối đa hóa tốc độ tăng năng lượng tổng thể của nó, kẻ săn mồi phải cân nhắc lợi ích của hai loại con mồi. Nếu giả định rằng con mồi lớn 1 có lợi hơn con mồi nhỏ 2 thì E1/h1> E2/h2. Vì vậy, nếu kẻ săn mồi gặp con mồi 1, nó luôn nên chọn ăn nó vì lợi nhuận của nó cao hơn. Nó không bao giờ nên bận tâm đi tìm kiếm con mồi 2.
Tuy nhiên, nếu con vật gặp phải con mồi 2, nó nên từ chối nó để tìm kiếm con mồi có lợi hơn 1, trừ khi thời gian tìm thấy con mồi 1 quá lâu và tốn kém so với giá trị của nó. Do đó, con vật chỉ nên ăn con mồi 2 khi E2/h2>E1/(h1+S1), trong đó S1 là thời gian tìm kiếm con mồi1. Vì việc chọn ăn con mồi 1 luôn luôn thuận lợi nên việc chọn ăn con mồi 1 không phụ thuộc vào sự phong phú và sẵn có của con mồi 2. Nhưng vì chiều dài của S1 (tức là độ khó tìm con mồi 1) về mặt logic phụ thuộc vào mật độ của con mồi 1, nên lựa chọn ăn con mồi2 phụ thuộc vào sự phong phú của con mồi1.
Chế độ ăn kiêng tổng quát và ăn uống chuyên biệt: Mô hình chế độ ăn uống tối ưu cũng dự đoán rằng các loại động vật khác nhau nên áp dụng các chế độ ăn khác nhau dựa trên sự thay đổi trong thời gian tìm kiếm. Ý tưởng này là một phần mở rộng của mô hình lựa chọn con mồi đã được thảo luận ở trên. Phương trình này là E2/h2> E1/(h1+S1), có thể được sắp xếp lại để cho: S1> [(E1h2)/E2]-h1. Hình thức sắp xếp lại này đưa ra ngưỡng S1 phải có thời gian bao lâu để động vật chọn ăn cả con mồi1 và con mồi 2. Động vật có S1 đạt đến ngưỡng được xác định là động vật tổng quát. Trong tự nhiên, các loài nói chung bao gồm nhiều loại vật phẩm săn mồi trong chế độ ăn của chúng. Một ví dụ về tổng quát học là một con chuột, chúng ăn nhiều loại hạt, ngũ cốc và quả hạch. Ngược lại, những kẻ săn mồi có S1 tương đối ngắn vẫn tốt hơn nên chọn chỉ ăn con mồin1.
Những loại động vật này được coi là chuyên biệt và có chế độ ăn rất độc quyền trong tự nhiên. Một ví dụ về chuyên gia là gấu túi, loài chỉ ăn lá bạch đàn. Nói chung, các loài động vật khác nhau trong bốn lớp chức năng của động vật ăn thịt thể hiện các chiến lược khác nhau giữa việc trở thành một nhà nói chung và một chuyên gia ăn uống. Ngoài ra, vì lựa chọn ăn con mồi 2 phụ thuộc vào sự phong phú của con mồi 1 (như đã thảo luận trước đó), nếu con mồi 1 trở nên khan hiếm đến mức S1 đạt đến ngưỡng, thì động vật nên chuyển từ ăn riêng con mồi 1 sang ăn cả con mồi 1 và con mồi 2. Nói cách khác, nếu thực phẩm trong chế độ ăn như kiểu của một "bác sĩ chuyên khoa" trở nên rất khan hiếm, thì "vị bác sĩ chuyên khoa" đó đôi khi có thể chuyển sang chế độ ăn nói chung.

## Đường cong
Đường cong đáp ứng chức năng: Trong khoảng thời gian tìm kiếm vật phẩm săn mồi phụ thuộc vào mật độ của con mồi. Các đường cong phản ứng chức năng cho thấy tốc độ bắt mồi như một hàm của mật độ thức ăn và có thể được sử dụng kết hợp với lý thuyết chế độ ăn uống tối ưu để dự đoán hành vi kiếm ăn của động vật ăn thịt. Có ba loại đường cong đáp ứng chức năng khác nhau. 
- Đối với đường cong phản ứng chức năng Loại I, tốc độ bắt mồi tăng tuyến tính với mật độ thức ăn. Ở nơi mật độ con mồi thấp, thời gian tìm kiếm kéo dài. Vì kẻ săn mồi dành phần lớn thời gian để tìm kiếm, nên nó ăn mọi con mồi tìm thấy. Khi mật độ con mồi tăng lên, kẻ săn mồi có khả năng bắt con mồi ngày một nhanh hơn. Tại một thời điểm nhất định, tỷ lệ bắt được con mồi cao đến mức kẻ săn mồi không cần phải ăn mọi con mồi mà nó bắt gặp. Sau thời điểm này, kẻ săn mồi chỉ nên chọn những con mồi có E/h cao nhất.
- Đối với đường cong phản ứng chức năng Loại II, tốc độ bắt mồi tăng nhanh khi nó tăng theo mật độ thức ăn. Điều này là do nó cho rằng động vật ăn thịt bị giới hạn bởi khả năng chế biến thức ăn. Nói cách khác, khi mật độ thức ăn tăng lên, thời gian xử lý cũng tăng lên. Khi bắt đầu đường cong, tỷ lệ bắt mồi tăng gần tuyến tính với mật độ con mồi và hầu như không có thời gian xử lý. Khi mật độ con mồi tăng lên, kẻ săn mồi dành ít thời gian hơn để tìm kiếm con mồi và ngày càng có nhiều thời gian xử lý con mồi hơn. Tốc độ bắt mồi ngày càng ít dần, cho đến khi nó cao nguyên. Số lượng con mồi cao về cơ bản đã "nuốt chửng" kẻ săn mồi.
- Đường cong đáp ứng chức năng Loại III là một đường cong Hàm sigmoid. Tốc độ bắt mồi tăng lúc đầu với mật độ con mồi với tốc độ gia tốc dương, nhưng sau đó ở mật độ cao chuyển sang dạng gia tốc âm, tương tự như của đường cong Loại II. Ở mật độ con mồi cao (đỉnh của đường cong), mỗi con mồi mới bị bắt gần như ngay lập tức. Động vật ăn thịt có thể kén chọn và không ăn mọi thứ mà chúng tìm thấy. Vì vậy, giả sử rằng có hai loại con mồi có khả năng sinh lời khác nhau và cả hai đều ở mức phong phú cao, con mồi sẽ chọn con mồi có E/h cao hơn. Tuy nhiên, ở mật độ con mồi thấp (đáy đường cong) tốc độ bắt mồi tăng nhanh hơn tuyến tính. Điều này có nghĩa là khi kẻ thù ăn mồi và loại con mồi có E/h cao hơn trở nên kém phong phú hơn, kẻ săn mồi sẽ bắt đầu chuyển sở thích của mình sang loại con mồi có E/h thấp hơn, vì loại đó sẽ tương đối phong phú hơn. Hiện tượng này được gọi là chuyển đổi con mồi.

## Mối tương tác
Tương tác giữa động vật ăn thịt và con mồi: Hệ số tiến hóa giữa động vật ăn thịt và con mồi thường khiến động vật ăn thịt không thuận lợi khi tiêu thụ một số vật phẩm của con mồi, vì nhiều biện pháp phòng vệ chống lại động vật ăn thịt làm tăng thời gian xử lý. Ví dụ bao gồm các loài thú lông nhím, tính ngon miệng và khả năng tiêu hóa của ếch phi tiêu độc, sự ẩn náu, đe dọa và các hành vi tránh động vật ăn thịt khác. Ngoài ra, vì độc tố có thể có trong nhiều loại con mồi, nên những kẻ săn mồi bao gồm rất nhiều sự thay đổi trong khẩu phần ăn của chúng để ngăn chặn bất kỳ một loại độc tố nào đạt đến mức nguy hiểm.
Do đó, có thể cách tiếp cận chỉ tập trung vào năng lượng nạp vào có thể không giải thích đầy đủ hành vi kiếm ăn của động vật trong những tình huống này. Trong chăn nuôi, khi các nhà sản xuất đang chuẩn bị kế hoạch cho những thay đổi trong chiến lược quản lý, chẳng hạn như nuôi thả tự do hoặc nuôi gà không kháng sinh, thì vấn đề dinh dưỡng nên được thảo luận để mang lại thêm lợi nhuận, thức ăn là chi phí lớn nhất cho sản xuất trứng và nếu nó có thể được giảm thì sẽ giúp nâng cao lợi nhuận ngành bằng cách giảm chi phí thức ăn, đồng thời tối ưu hóa năng suất.

## Sự phê bình
Phê bình và hạn chế của lý thuyết kiếm ăn tối ưu: Mặc dù nhiều nghiên cứu, chẳng hạn như các nghiên cứu được trích dẫn trong các ví dụ trên, cung cấp hỗ trợ định lượng cho lý thuyết kiếm ăn tối ưu và chứng minh tính hữu ích của nó, nhưng mô hình đã nhận được nhiều chỉ trích về tính hợp lệ và hạn chế của nó. Đầu tiên, lý thuyết kiếm ăn tối ưu dựa trên giả định rằng chọn lọc tự nhiên sẽ tối ưu hóa các chiến lược kiếm ăn của sinh vật. Tuy nhiên, chọn lọc tự nhiên không phải là lực lượng toàn năng tạo ra những thiết kế hoàn hảo, mà là một quá trình chọn lọc thụ động đối với các tính trạng dựa trên di truyền để tăng khả năng sinh sản thành công của sinh vật. Do di truyền liên quan đến tương tác giữa các locus, sự tái tổ hợp và các phức tạp khác, không có gì đảm bảo rằng chọn lọc tự nhiên có thể tối ưu hóa một tham số hành vi cụ thể.
Ngoài ra, mô hình OFT cũng giả định rằng các hành vi kiếm ăn có thể được định hình tự do bởi chọn lọc tự nhiên, bởi vì những hành vi này độc lập với các hoạt động khác của sinh vật. Tuy nhiên, do các sinh vật là hệ thống tích hợp, chứ không phải là tập hợp cơ học của các bộ phận, điều này không phải lúc nào cũng đúng. Ví dụ, nhu cầu tránh những kẻ săn mồi có thể hạn chế những kẻ kiếm ăn phải cho ăn ít hơn tỷ lệ tối ưu. Do đó, các hành vi kiếm ăn của sinh vật có thể không được tối ưu hóa như OFT dự đoán, bởi vì chúng không độc lập với các hành vi khác. Một hạn chế khác của OFT là nó thiếu độ chính xác trong thực tế. Về lý thuyết, một mô hình kiếm ăn tối ưu cung cấp cho các nhà nghiên cứu những dự đoán định lượng, cụ thể về quy tắc quyết định tối ưu của kẻ săn mồi dựa trên các giả thuyết về tiền tệ và các ràng buộc của hệ thống.
Tuy nhiên, trên thực tế, rất khó để xác định các khái niệm cơ bản như loại con mồi, tỷ lệ chạm trán, hoặc thậm chí là một phần thừa khi kẻ kiếm ăn nhận thức được chúng. Do đó, trong khi các biến của OFT có vẻ nhất quán về mặt lý thuyết, trong thực tế, chúng có thể tùy ý và khó đo lường. Hơn nữa, mặc dù tiền đề của OFT là tối đa hóa sức sinh tồn của sinh vật, nhiều nghiên cứu chỉ cho thấy mối tương quan giữa hành vi kiếm ăn được quan sát và dự đoán và dừng lại ở việc kiểm tra xem hành vi của động vật có thực sự làm tăng khả năng sinh sản của chúng hay không. Có thể trong một số trường hợp, không có mối tương quan nào giữa lợi nhuận kiếm ăn và thành công sinh sản. Nếu không tính đến khả năng này, nhiều nghiên cứu sử dụng OFT vẫn chưa hoàn thiện và không giải quyết và kiểm tra được điểm chính của lý thuyết.
Một trong những chỉ trích cấp bách nhất về OFT là nó có thể không thực sự kiểm tra được và không thể kiểm chứng được (thực chứng) trên thực tế được vì suy cho cùng những động vật nói chung vẫn hành động theo bản năng và thú tính của chúng trong điều kiện và hoàn cảnh môi trường sống của chúng. Vấn đề này phát sinh bất cứ khi nào có sự khác biệt giữa các dự đoán của mô hình và các quan sát thực tế, liệu những hành vi xảy ra có ứng với lý thuyết này hay không. Rất khó để biết liệu mô hình có sai về cơ bản hay liệu một biến cụ thể đã được xác định không chính xác hoặc bị loại bỏ. Bởi vì việc có thể thêm vô số sửa đổi hợp lý vào mô hình, mô hình tối ưu có thể không bao giờ bị bác bỏ. Điều này tạo ra vấn đề là các nhà nghiên cứu định hình mô hình của họ để phù hợp với quan sát của họ, thay vì kiểm tra nghiêm ngặt giả thuyết của họ về hành vi kiếm ăn của động vật.